# Polonaise (danse)
Pour les articles homonymes, voir Polonaise.

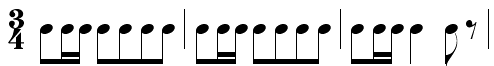
Phrase rythmique type d'une Polonaise

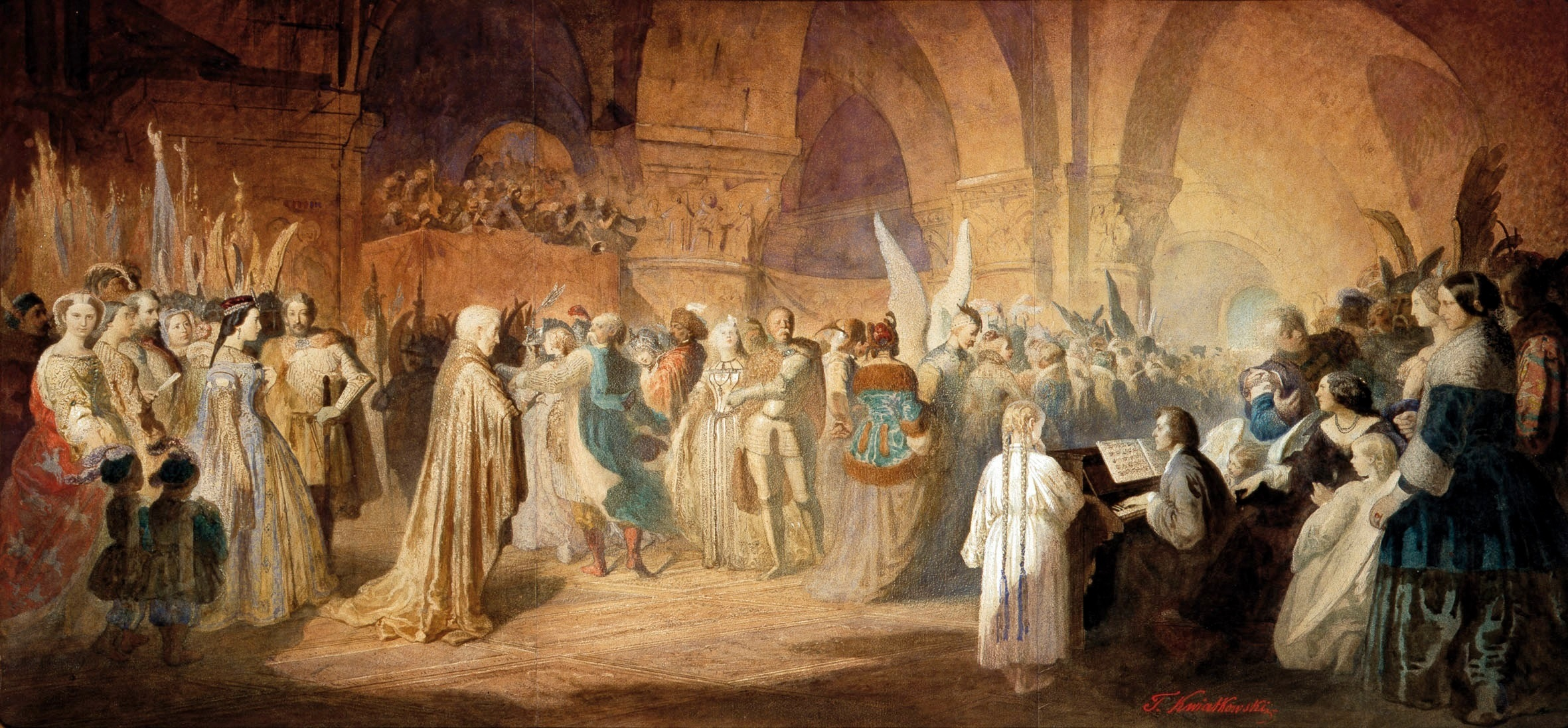
Teofil Kwiatkowski: La Polonaise de Chopin - un bal à l'Hôtel Lambert à Paris (1859).

La polonaise (en polonais : polonez, le terme français est généralement utilisé) est une danse lente et solennelle à trois temps. À certains égards, elle fait penser à la pavane du XVIe siècle.
Elle est surtout populaire aux XVIIe et XVIIIe siècles, puis elle passe dans le répertoire de la musique classique : Bach, Beethoven, Weber, Moniuszko et surtout Chopin composent de nombreuses polonaises.
La polonaise fait partie des danses de Pologne dites « nationales », avec le kujawiak, le krakowiak, l'oberek et le mazur. On en trouve des formes chorégraphiques populaires, la danse appelée chodzony, en Mazovie (Mazowsze) par exemple.
Il existe en Moravie du Nord, une danse populaire assez proche tant sur le plan du rythme que du caractère, appelée starodavny (« à l'ancienne mode »).
« La polonaise, danse polonaise traditionnelle » est inscrite sur la liste représentative du patrimoine culturel immatériel de l'humanité par l'UNESCO en décembre 2023.